# Francisco Arado
Francisco Arado de Armas (Güines, 30 de dezembro de 1971), mais conhecido como Paco, é um ex-mesa-tenista cubano-brasileiro, atualmente técnico da Seleção Brasileira Masculina de Tênis de Mesa e do Santa Maria/São Caetano. Pelo seu país natal, conquistou a medalha de prata em duplas mistas nos Jogos Pan-Americanos de 1995 e bronze individual nos Jogos Pan-Americanos de 1999 e disputou os Jogos Olímpicos de 2000.

## Carreira
Paco começou no tênis de mesa aos 7 anos de idade em Cuba. Formou-se em Licenciatura em Educação Física pela UCCFD Manuel Fajardo, em Havana. Conquistou duas medalhas nos Jogos Pan-Americanos. Em Mar del Plata, ao lado de Madeleine Armas, conquistou a medalha de prata nas duplas mistas, perdendo para os canadenses Horatio Pintea e Geng Lijuan. Na edição seguinte, em Winnipeg, ficou com o bronze na disputa individual.
Em 1999, foi campeão nas duplas no pré-olímpico, se classificando para a sua primeira Olimpíada no ano seguinte. Em Sydney, Paco caiu na fase preliminar, ao ser derrotado por Seiko Iseki e Yinghua Cheng; nas duplas, ao lado de Rubén Arado, foi eliminado na primeira etapa pelos anfitriões Brett Clarke e Jeff Plumb.
Sua ligação com o Brasil começou em 1995, quando representou a cidade de Santo André nos Jogos Abertos do Interior. No ano seguinte, passou a defender a cidade vizinha de São Caetano do Sul, onde também defendeu o clube Circolo Italiano. Reside no Brasil desde 2001.
Após a aposentadoria, Paco seguiu no esporte como treinador, na ACREPA, em São Bernardo do Campo, e no SERC Santa Maria, em São Caetano. Em 2010 passou a integrar a comissão técnica da Seleção Brasileira Masculina de Tênis de Mesa, inicialmente como auxiliar de Jean-René Mounier, posteriormente se tornando o técnico principal.

## Vida pessoal
Paco é casado com a também ex-atleta olímpica Monica Doti. O casal possui dois filhos. O filho mais velho, Felipe Arado, também é jogador de tênis de mesa, e faz parte do projeto Diamantes do Futuro, da Confederação Brasileira de Tênis de Mesa.